# Chamanthedon amorpha
Chamanthedon amorpha là một loài bướm đêm thuộc họ Sesiidae. Nó được tìm thấy ở Mozambique.